# 柴屋寺
柴屋寺（さいおくじ）は、静岡県静岡市駿河区丸子にある臨済宗妙心寺派の寺院。山号は天柱山（てんちゅうざん）。雅号は吐月峰（とげっぽう）。本尊は十一面観音。庭園は国の史跡および名勝に指定されている。

## 歴史
この寺は、駿河国島田出身で今川義忠にも仕えた連歌師宗長（1448年 - 1532年）が永正元年（1504年）に結んだ草庵（柴屋軒）にはじまり、今川氏親が寺に改めたものと伝えられる。江戸時代には江戸幕府から朱印状を与えられていた。

## 文化財
名勝・史跡（国指定）
- 柴屋寺庭園[1][2]

## 所在地
- 静岡県静岡市駿河区丸子(まりこ)3316番地